# Vicente Sotto III
Vicente Castelo Sotto III, detto Tito (Manila, 24 agosto 1948), è un politico, attore, comico, cantautore, cantante e conduttore televisivo filippino.
È membro del Senato delle Filippine, dopo essere stato eletto nel 2010.
Ricoprì la carica di vicesindaco della città di Quezon, la più popolata delle Filippine, dal 1988 al 1992. Nel medesimo anno fu eletto nel Senato, occupando tale posizione sino al 2004. Dopo essersi candidato nel 2007 senza successo, nel 2010 fu eletto nuovamente senatore.
Oltre alla politica, Sotto è attivo anche nei campi della televisione, musica e televisione: dal 1979 è uno dei conduttori del varietà televisivo filippino Eat Bulaga!, il più longevo del paese. È nipote degli ex senatori Vicente e Filemon Sotto, nonché fratello di Marvic, Maru e Valmar Sotto, questi ultimi noti attori e cantanti. In campo musicale è noto per essere stato membro del celebre gruppo disco VST & Company.

## Biografia
Vicente Sotto III nacque a Manila il 24 agosto 1948, figlio di Marcelino Antonio Ojeda Sotto e della dottoressa Herminia Castelo. Completò la propria istruzione primaria e secondaria presso il Colegio de San Juan de Letran di Intramuros, laureandosi in lingua inglese.

### Vita privata
È sposato con l'attrice ed ex reginetta di bellezza Helen Gamboa, con la quale ha avuto quattro figli: Romina, Diorella, Gian e Ciara.
Grande appassionato di bowling, ha rappresentato più volte il proprio paese al QubicaAMF Bowling World Cup.